# Jean Grumellon
Jean Grumellon (* 1. Juni 1923 in Saint-Servan, seit 1967 ein Teil von Saint-Malo; † 30. Dezember 1991 in Saint-Malo) war ein französischer Fußballspieler.

## Vereinskarriere
Jean Grumellon wuchs an der bretonischen Küste des Ärmelkanals auf, wo er bei der US Saint-Servan mit dem Vereinsfußball begann; daneben war er in jungen Jahren häufig auf See unterwegs, was ihm später im Profifußball den Spitznamen le corsaire („Freibeuter“) eintrug. Während des Zweiten Weltkriegs lebte er als Angehöriger der Marine des „Freien Frankreich“ zeitweilig in London und kam auch für deren Fußballauswahlmannschaft zum Einsatz.
Ab 1945 spielte die linksfüßige Sturmspitze für den Erstdivisionär Stade Rennes UC, anfangs allerdings nur in dessen zweiter Mannschaft. Seit Beginn der Saison 1947/48 gehörte er dann zur Stammformation der Ligaelf, und der Kettenraucher, der gleichwohl auf dem Platz „über eine unerschöpfliche Ausdauer verfügte“, bestätigte das Vertrauen seiner Trainer (in Rennes war das bis 1952 Franz Pleyer, später in Le Havre René Bihel) während seiner gesamten aktiven Zeit zuverlässig mit Treffern. Grumellon stand während seiner sämtlichen vollständigen Erstligasaisons in der Liste der erfolgreichsten Torschützen der Division 1: 1947/48, 1948/49 und 1950/51 jeweils auf Rang vier (mit 22, 24 bzw. 21 Treffern), 1951/52 als Zwölfter (14), 1953/54 als Achter (14) – und 1949/50 gewann er in dieser Wertung sogar die „Krone“, als ihm 24 Punktspieltore gelangen. Dabei gehörte er nie einer Mannschaft an, die ernsthaft in den Kampf um den Meistertitel eingreifen konnte; die beste Platzierung in den jeweiligen Saisonabschlusstabellen gelang ihm mit Rennes in der Spielzeit 1950/51 als Vierter, und auch im Pokalwettbewerb kam er nie über das Viertelfinale (1951/52) hinaus.
Nachdem der Stade Rennais Université Club im Sommer 1952 zum ersten Mal in die Abstiegszone abgerutscht war, nahm er ein Vertragsangebot des amtierenden Meisters OGC Nizza an; die Elf von der Côte d’Azur spielte jedoch eine ziemlich schwache Saison und gab Jean Grumellon schon nach der Hinrunde an den benachbarten Zweitdivisionär AS Monaco ab. Mit den Monegassen stieg der Stürmer prompt in die erste Liga auf, in der er aber nicht mehr für sie, sondern – wieder zurück in Frankreichs Nordwesten – für Le Havre AC antrat. Als seine 14 Punktspieltore für die Mannschaft aus der Normandie am Ende der Saison 1953/54 den Abstieg nicht verhindern konnten, war er mit der Rückkehr zu Stade Rennes einverstanden und wurde von Le Havre abgegeben. Mit seinem SRUC spielte er noch zwei erfolgreiche Zweitliga-Jahre, an deren Ende 1956 der Wiederaufstieg stand. Dies nahm der inzwischen 33-Jährige zum Anlass, sich aus dem Profisport zurückzuziehen, in dem er in 203 Spielen mit 126 Treffern in der ersten sowie in 81 Partien mit 37 Toren in der zweiten Division auf dem Platz gestanden hatte.
Jean Grumellon spielte anschließend noch ein Jahr für den Amateurverein US Saint-Malo. Beruflich führte er – schon seit seiner Berufsspielerzeit als damals in Frankreich nahezu unverzichtbares „zweites finanzielles Standbein“ – in Rennes ein Sportartikelgeschäft, das er später an seinen ehemaligen Nationalmannschaftskollegen Antoine Cuissard verkaufte, ehe er sich endgültig wieder in seinem heimatlichen Saint-Malo niederließ. Dort starb er in seinem 69. Lebensjahr auch.

### Stationen
- US Saint-Servan (als Jugendlicher)
- 1945–1952: Stade Rennes UC
- 1952/53 (Hinrunde): OGC Nizza
- 1952/53 (Rückrunde): AS Monaco (in D2)
- 1953/54: Le Havre AC
- 1954–1956: Stade Rennes UC (in D2)
- 1956/57: US Saint-Malo (im Amateurbereich)

## In der Nationalmannschaft
Jean Grumellon hat insgesamt zehn Länderspiele für die französische A-Nationalelf bestritten, in denen er fünf Tore erzielte, das erste bereits bei seinem Debüt im Juni 1949 gegen die Schweiz. Deshalb wurde er auch in der Folgezeit regelmäßig von den Verbands-Séletionneurs berücksichtigt, so für zwei Weltmeisterschaftsqualifikationsspiele gegen Jugoslawien Ende 1949. Dass der Angreifer wiederholt eine solche Einladung ablehnte, wenn er sich selbst nicht in bester Form fühlte, schadete ihm trotz der Konkurrenz durch Jean Baratte, Édouard Kargulewicz und André Strappe nicht, allerdings bestritt er dadurch 1950 nur eine der vier französischen Begegnungen. Im Oktober 1951 stand er unter anderem bei dem in Frankreich bis in die Gegenwart legendären 2:2 gegen England auf dem Spielfeld des Highbury Stadium; während dieses Spiels landete unmittelbar vor dem Abpfiff einer seiner Schüsse am Holzgestänge des englischen Tores, und den Abpraller brachte er anschließend nicht über die Linie, weil er den Ball auf dem umgepflügten Rasen nicht richtig traf. So sollte es „noch drei Jahre dauern, ehe die englischen Profis – gegen Ungarn – erstmals ein Heimspiel gegen eine Mannschaft vom Kontinent verloren“. L’Équipe zitierte Jean Grumellon zwei Tage nach dem Match mit den Worten:

„Ich bin auf dem schweren Geläuf ganz leicht weggerutscht, so dass der Ball neben das Tor kullerte. [… Auf diese Weise habe ich] die Chance meines Lebens als Fußballspieler verpasst.“

In den beiden am Jahresende folgenden Partien traf er besser, erzielte in Genève gegen die Schweiz den Treffer zur 2:0-Führung (Endstand 2:1) und schoss beim 2:2 gegen Österreich sogar beide französischen Tore. Nachdem er sich im April 1952 bei seinem zehnten Länderspiel gegen Portugal schon nach drei Minuten schwer verletzt hatte und ausgewechselt werden musste, trug er auch nach seiner Rekonvaleszenz nie wieder den blauen Nationaldress.

## Palmarès
- Ligatorschützenkönig 1949/50
- A-Nationalspieler für Frankreich